# Coldrain
Coldrain – japoński zespół metalcore’owy z Nagoi, założony w 2007 roku. Zespół miesza wokale melodyczne z krzykami typowymi dla gatunku post-hardcore. Wszystkie teksty zespołu są w języku angielskim.

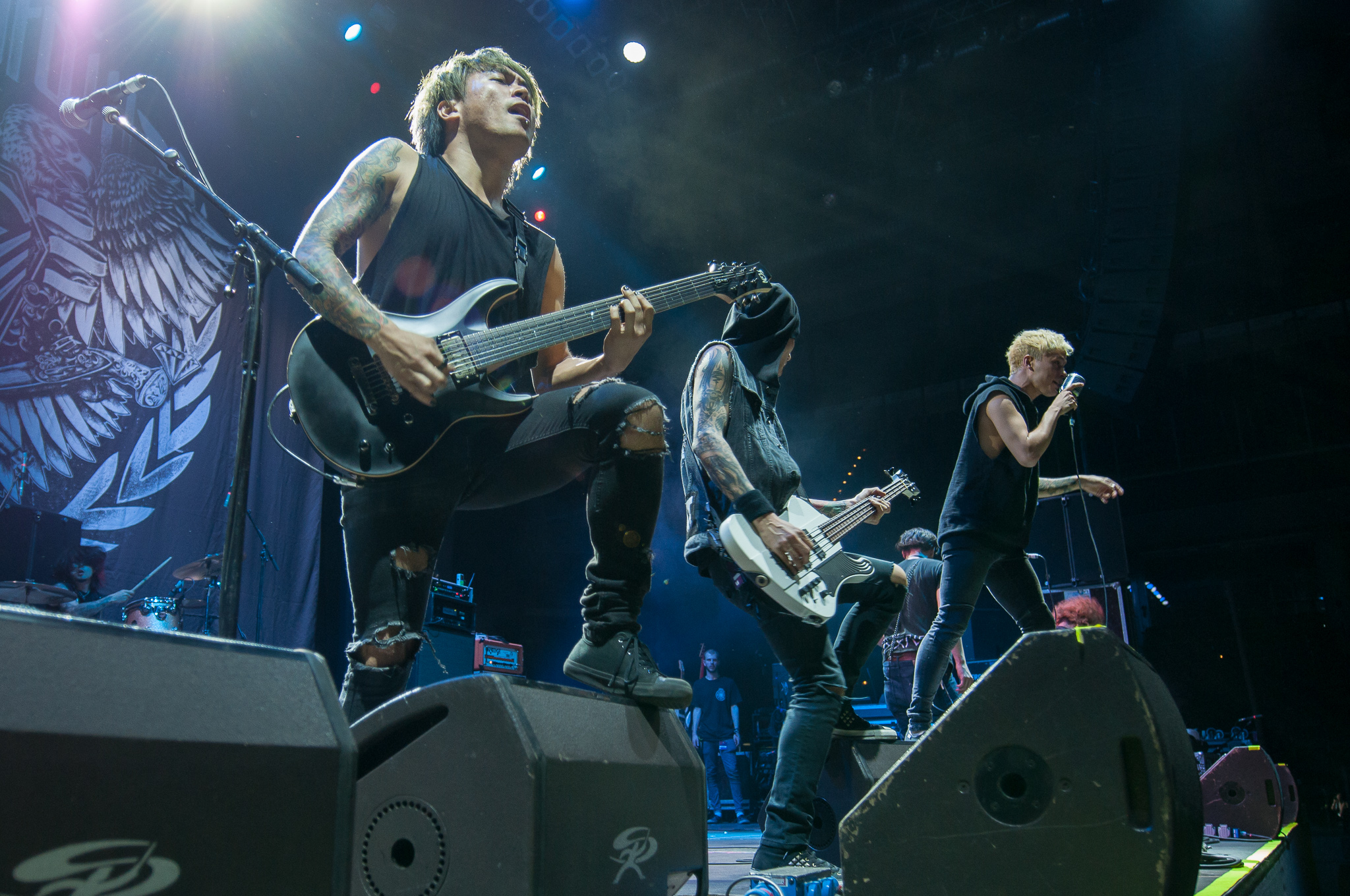
jeden z koncertów Coldrainu (2018)

## Muzycy
- Masato David Hayakawa (ur. 17 grudnia 1986) – wokal prowadzący, twórca tekstów piosenek[7][8]
- Ryo „Y.K.C” Yokochi (ur. 7 listopada 1982) – gitara prowadząca[9][10]
- Kazuya „Sugi” Sugiyama (ur. 3 kwietnia 1982) – gitara rytmiczna, wokal wspierający[11][12]
- Ryo „RxYxO” Shimizu (ur. 12 marca 1983) – gitara basowa, wokal wspierający[13][14]
- Katsuma Minatani (ur. 18 marca 1987) – perkusja[15][16]

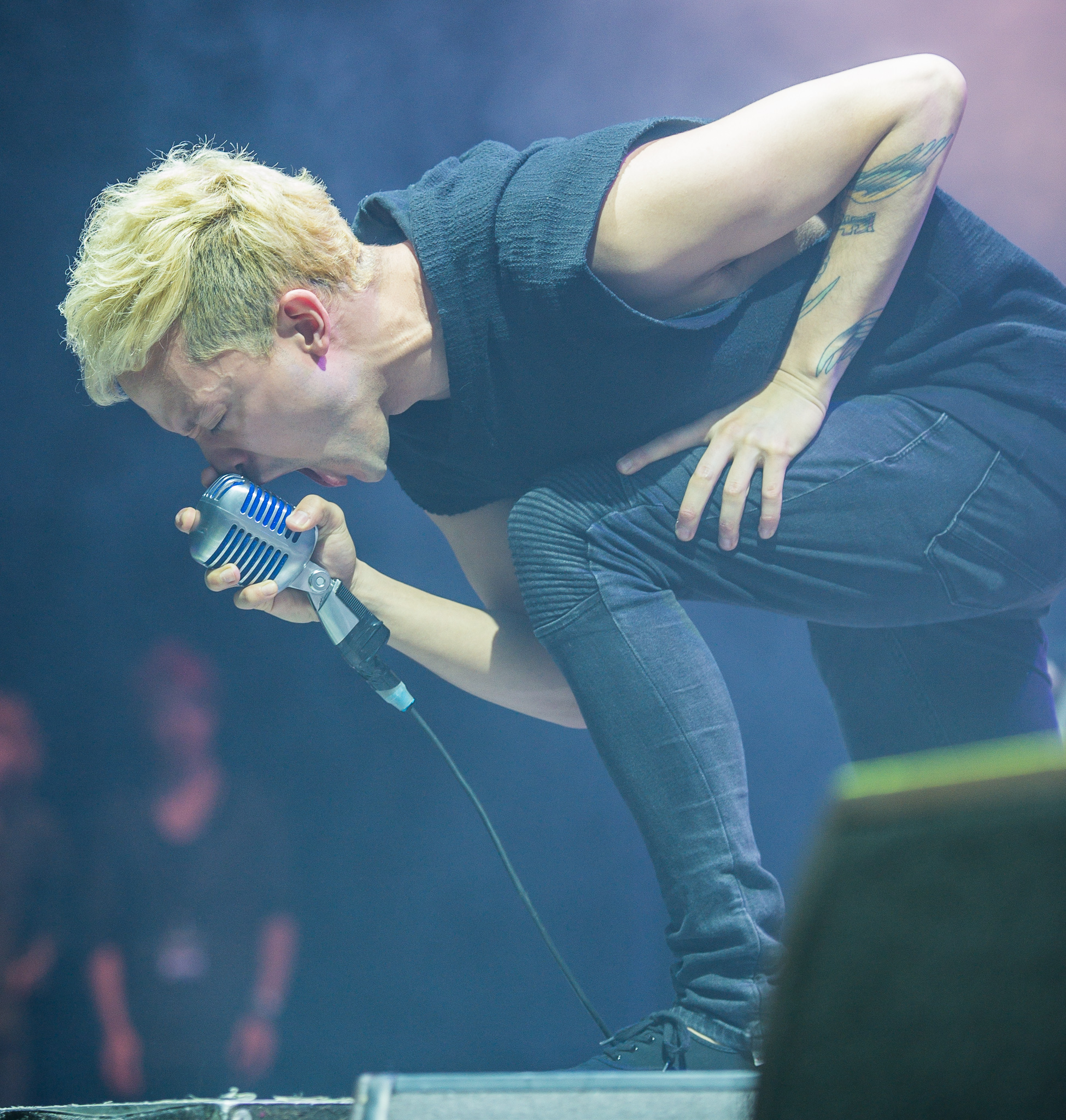
Masato
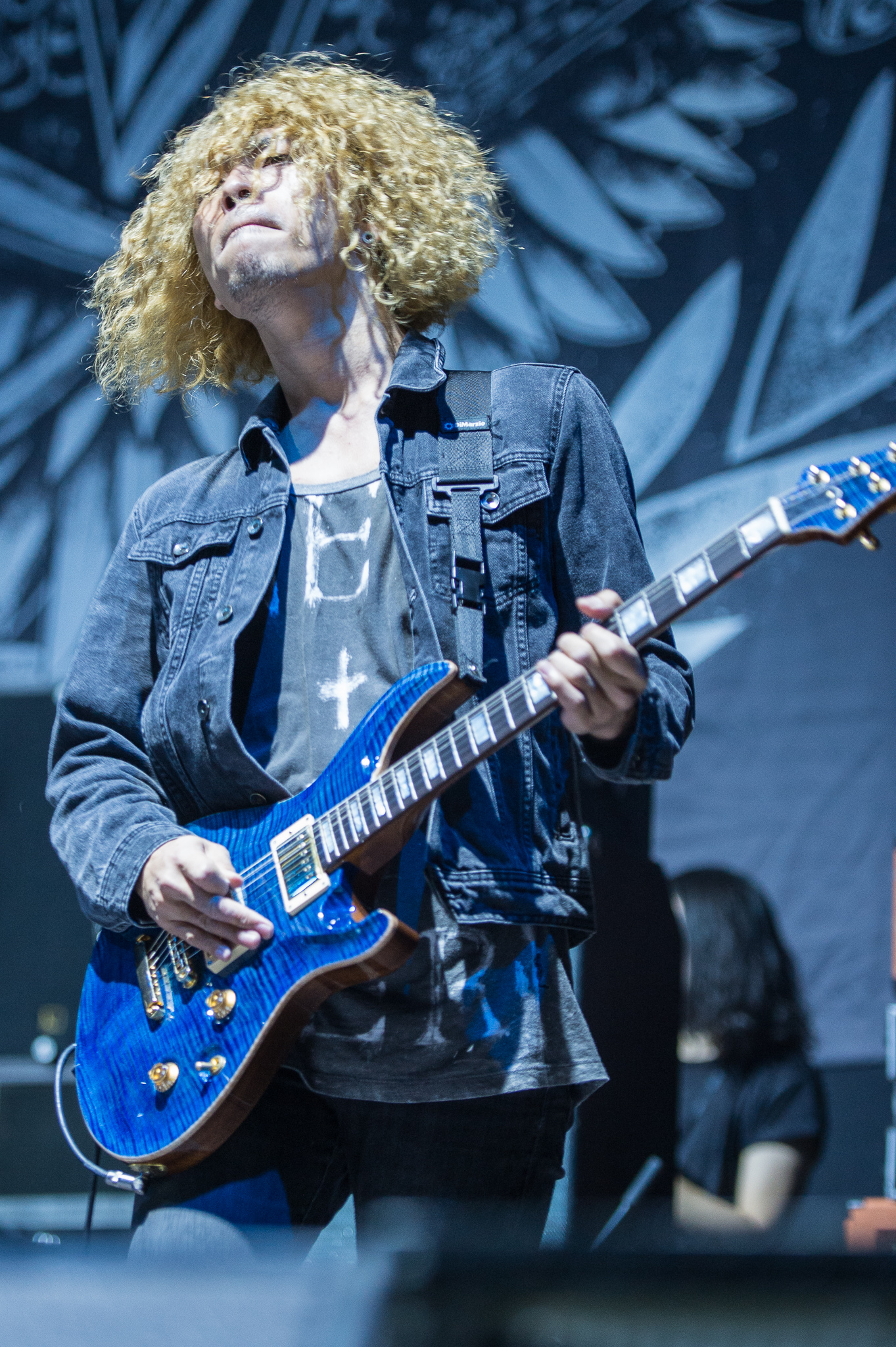
Y.K.C
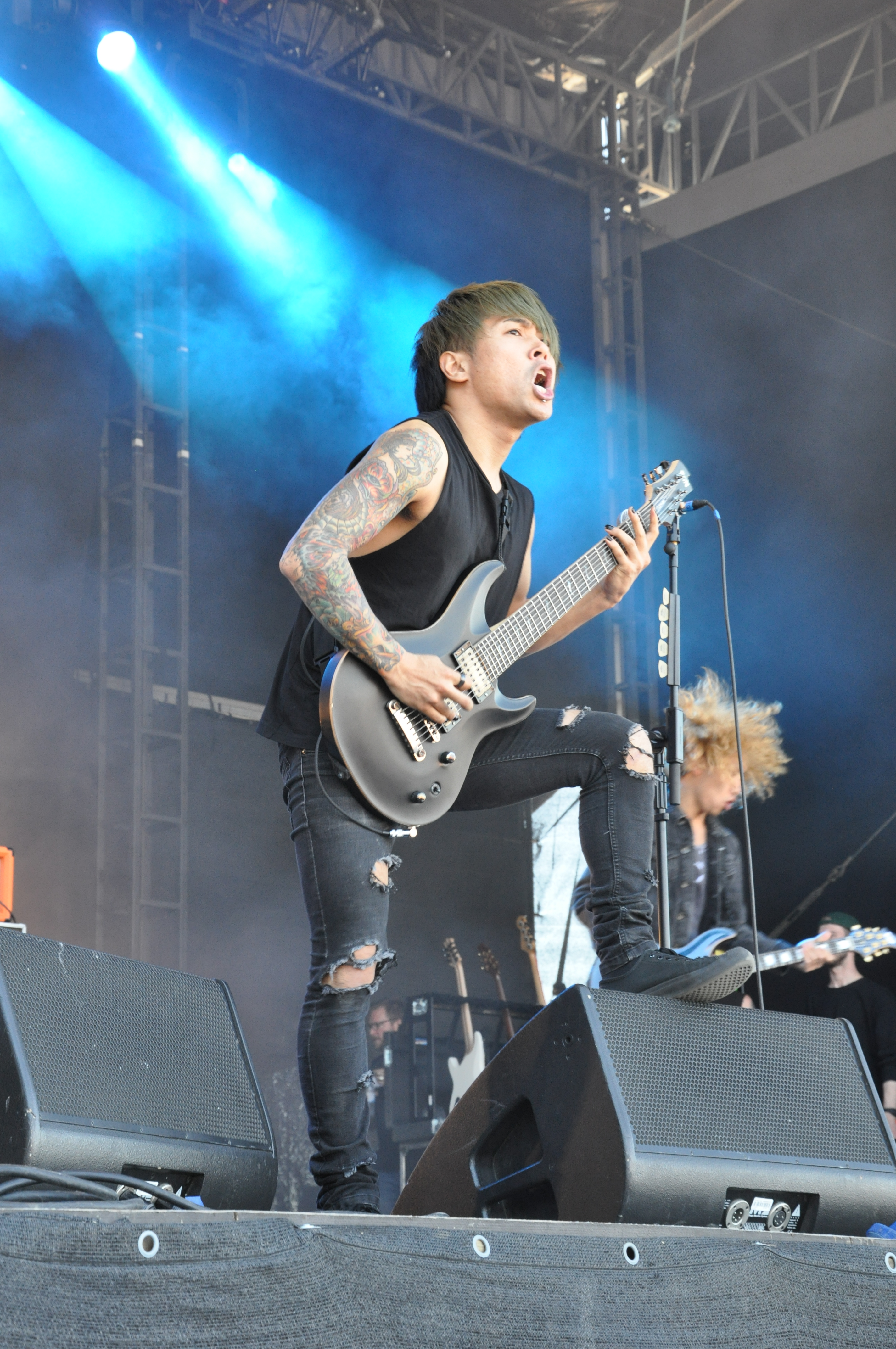
Sugi
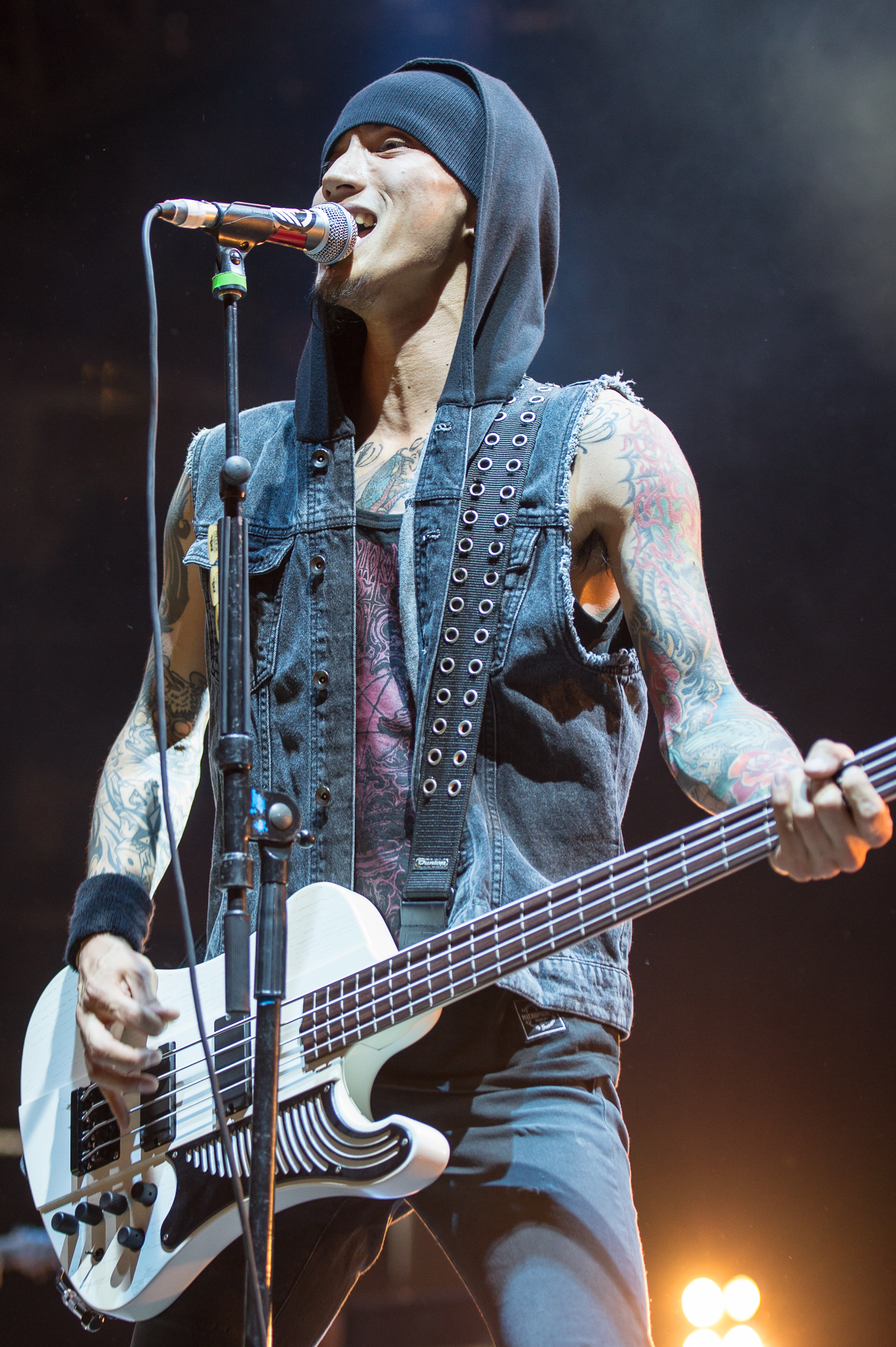
RxYxO
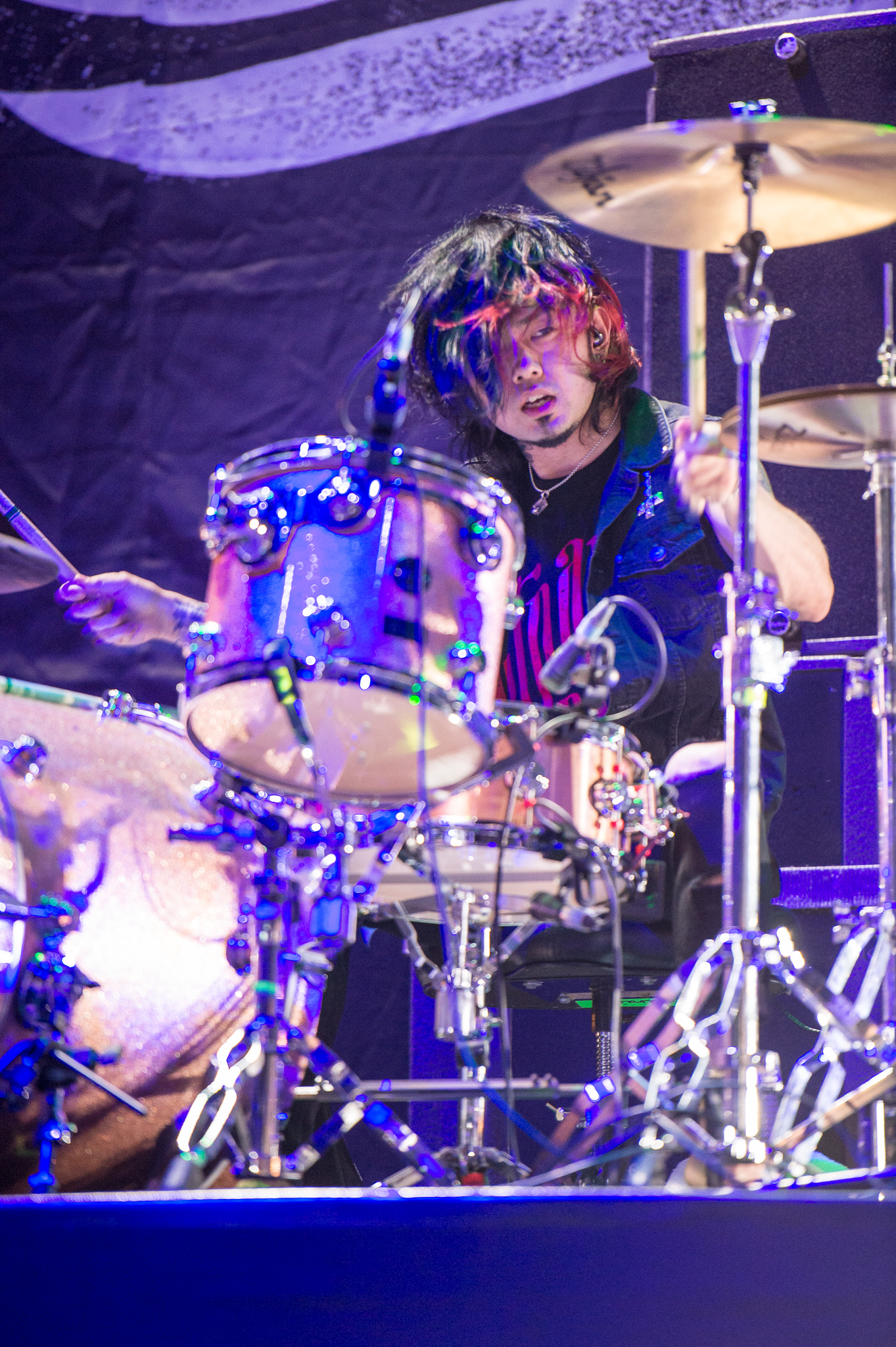
Katsuma

## Dyskografia

okładka albumu Nonnegative

### Albumy
- Final Destination (2009)[17]
- The Enemy Inside (2011)[18]
- The Revelation (2013)[19]
- Vena (2015)[20]
- Vena II (2016)[21]
- FATELESS (2017)[22]
- The Side Effects (2019)[23]
- Nonnegative (2022)[24]

### Minialbumy
- 8AM (2009)[25]
- Nothing Lasts Forever (2010)[26]
- Through Clarity (2012)[27]
- Until the End (2014)[28]
- Vena Chapter II (2016)[29]

### Single
- „Fiction” (2008)[30]
- „Feed the Fire” (2009)[31]
- „Revolution” (2018)[32]
- „Coexit” (2019)[33]
- „Mayday” (2019)[34]
- „PARADISE (Kill The Silence)” (2021)[35]
- „New Dawn” (2023)[36]
- „VENGEANCE” (2024)[37]
- „INCOMPLETE” (2025)[38]

### DVD
- Three Days of Adrenaline (2011)
- The Score: 2007-2013 (2014)
- Evolve (2014)
- Live at Budokan (2018)
- Live & Backstage at Blare Fest. 2020 (2020)

### Kompilacja
- Hajime no Ippo New Challenger Original Soundtrack (#34 „8AM”) [22.05.2009]
- RAINBOW Nisharokubo no Shichinin Original Soundtrack (#31 „We’re Not Alone”) [23.07.2010]
- V.A.: Fuck The Borderline -A Tribute to KUROYUME-(#5 „Chandler”)[39] [09.02.2011]
- Vans Compilation Loud Session!!!! Vans x Bands 2 (#11 „Six Feet Under”) [14.03.2012]
- Shinjuku Swan Inspired Tracks (#11 „Evolve”) [2015]

### Utwory wykorzystane wanime
- 8AM (2009) - Hajime no Ippo: New Challenger[40]
- We're not alone (2010)  - Rainbow: Nisha Rokubou no Shichinin[41]
- Feed the Fire (2017)  - Ousama Game The Animation[42]
- Mayday (2019) - Enen no Shouboutai[43]
- Bloody Power Fame (2022) - Bastard!! Ankoku no Hakaishin[44]
- New Dawn (2023) - Bastard!! Ankoku no Hakaishin: Jigoku no Chinkonka Hen[45]
- VENGEANCE (2024) - Ninja Kamui[46]

### Utwory wykorzystane w grach komputerowych
- Die Tomorrow (2010) - Pro Evolution Soccer 2011[47]